# Diócesis de Puerto Plata
La diócesis de Puerto Plata (en latín: Dioecesis Portus Argentarii) es una circunscripción eclesiástica de la Iglesia católica en la República Dominicana. Se trata de una diócesis latina, sufragánea de la arquidiócesis de Santiago de los Caballeros. Desde el 31 de mayo de 2005 su obispo es Julio César Corniel Amaro.

## Territorio y organización
La diócesis tiene 2383 km² y extiende su jurisdicción sobre los fieles católicos de rito latino residentes en la provincia de Puerto Plata,excepto la sección de Arroyo del Toro, el municipio de Gaspar Hernández y los distritos municipales de Jamao al Norte y Joba Arriba, en la provincia de Espaillat. 
La sede de la diócesis se encuentra en la ciudad de Puerto Plata, en donde se halla la Catedral de San Felipe Apóstol.
En 2021 en la diócesis existían 32 parroquias.

## Historia
La diócesis fue erigida el 16 de diciembre de 1996 con la bula Venerabilis Frater del papa Juan Pablo II, obteniendo el territorio de la arquidiócesis de Santiago de los Caballeros. Su primer obispo fue Gregorio Nicanor Peña Rodríguez.

## Estadísticas
Según el Anuario Pontificio 2022 la diócesis tenía a fines de 2021 un total de 429 680 fieles bautizados.
| Año                                                                             | Población            | Población | Población      | Sacerdotes | Sacerdotes    | Sacerdotes    | Bautizados por sacerdote | Diáconos permanentes | Religiosos | Religiosos | Parroquias |
| Año                                                                             | Bautizados católicos | Total     | % de católicos | Total      | Clero secular | Clero regular | Bautizados por sacerdote | Diáconos permanentes | Varones    | Mujeres    | Parroquias |
| ------------------------------------------------------------------------------- | -------------------- | --------- | -------------- | ---------- | ------------- | ------------- | ------------------------ | -------------------- | ---------- | ---------- | ---------- |
| 1999                                                                            | 332 400              | 346 520   | 95.9           | 18         | 13            | 5             | 18 466                   | 14                   | 8          | 40         | 32         |
| 2000                                                                            | 311 526              | 322 946   | 96.5           | 19         | 14            | 5             | 16 396                   | 14                   | 7          | 40         | 36         |
| 2001                                                                            | 335 150              | 346 520   | 96.7           | 22         | 16            | 6             | 15 234                   | 14                   | 8          | 41         | 19         |
| 2002                                                                            | 335 240              | 346 520   | 96.7           | 24         | 16            | 8             | 13 968                   | 15                   | 9          | 42         | 23         |
| 2003                                                                            | 336 240              | 346 520   | 97.0           | 22         | 15            | 7             | 15 283                   | 15                   | 7          | 41         | 23         |
| 2004                                                                            | 338 560              | 346 520   | 97.7           | 24         | 17            | 7             | 14 106                   | 15                   | 7          | 43         | 31         |
| 2013                                                                            | 335 633              | 405 220   | 82.8           | 45         | 38            | 7             | 7458                     | 24                   | 7          | 46         | 31         |
| 2016                                                                            | 387 532              | 498 232   | 77.8           | 38         | 36            | 2             | 10 198                   | 26                   | 2          | 39         | 31         |
| 2019                                                                            | 398 400              | 512 200   | 77.8           | 44         | 41            | 3             | 9054                     |                      | 3          | 39         | 62         |
| 2021                                                                            | 429 680              | 524 000   | 82.0           | 44         | 41            | 3             | 9765                     | 34                   | 3          | 39         | 32         |
| Fuente: Catholic-Hierarchy, que a su vez toma los datos del Anuario Pontificio. |                      |           |                |            |               |               |                          |                      |            |            |            |

## Episcopologio
| Foto | Escudo | Nombre                          | Período                                                                                                  |
| ---- | ------ | ------------------------------- | --- |
|      |        | Gregorio Nicanor Peña Rodríguez | 16 de diciembre de 1996-24 de junio de 2004 nombrado obispo de Nuestra Señora de la Altagracia en Higüey |
|      |        | Julio César Corniel Amaro       | Desde el 31 de mayo de 2005                                                                              |